# ISO 3166-2:IS
ISO 3166-2:IS è uno standard ISO che definisce i codici geografici delle suddivisioni dell'Islanda; è un sottogruppo dello standard ISO 3166-2.
I codici sono assegnati alle otto regioni dell'Islanda — più la capitale Reykjavík — e ai 72 comuni, e sono formati da IS- (sigla ISO 3166-1 alpha-2 dello Stato), seguito da una cifra per le regioni e da tre lettere per i comuni.

## Codici

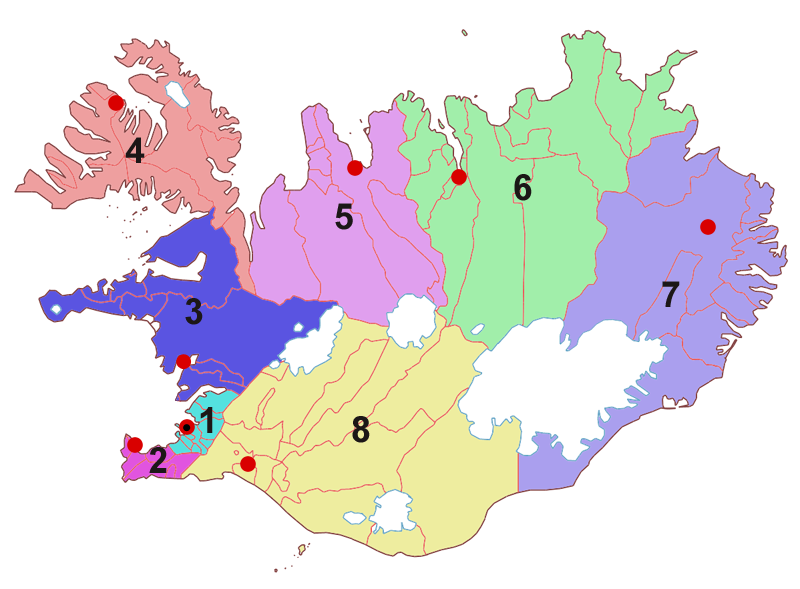
L'Islanda divisa in regioni, ognuna delle quali etichettata col proprio codice ISO 3166-2. Reykjavík è indicata col punto rosso.

### Regioni
| Codice | Regione           |
| ------ | ----------------- |
| IS-7   | Austurland        |
| IS-1   | Höfuðborgarsvæðið |
| IS-6   | Norðurland eystra |
| IS-5   | Norðurland vestra |
| IS-0   | Reykjavík         |
| IS-8   | Suðurland         |
| IS-2   | Suðurnes          |
| IS-4   | Vestfirðir        |
| IS-3   | Vesturland        |

### Comuni
| Codice | Comune                      |
| ------ | --------------------------- |
| IS-AKN | Akranes                     |
| IS-AKU | Akureyri                    |
| IS-SFA | Árborg                      |
| IS-ARN | Árnes                       |
| IS-ASA | Ásahreppur                  |
| IS-BLA | Bláskógabyggð               |
| IS-BOL | Bolungarvík                 |
| IS-BOG | Borgarbyggð                 |
| IS-DAB | Dalabyggð                   |
| IS-DAV | Dalvíkurbyggð               |
| IS-EYF | Eyjafjarðarsveit            |
| IS-EOM | Eyjar og Miklaholt          |
| IS-FJL | Fjallabyggð                 |
| IS-FJD | Fjarðabyggð                 |
| IS-FLR | Fljótsdalur                 |
| IS-FLA | Flói                        |
| IS-GAR | Garðabær                    |
| IS-GOG | Grímsnes og Grafningur      |
| IS-GRN | Grindavík                   |
| IS-GRU | Grundarfjörður              |
| IS-GRY | Grýtubakki                  |
| IS-HAF | Hafnarfjörður               |
| IS-HRG | Hörgársveit                 |
| IS-SHF | Hornafjörður                |
| IS-HRU | Hrunamannahreppur           |
| IS-HUG | Húnabyggð                   |
| IS-HUV | Húnaþing vestra             |
| IS-HVA | Hvalfjarðarsveit            |
| IS-HVE | Hveragerði                  |
| IS-ISA | Ísafjarðarbær               |
| IS-KAL | Kaldrananes                 |
| IS-KJO | Kjós                        |
| IS-KOP | Kópavogur                   |
| IS-LAN | Langanesbyggð               |
| IS-MOS | Mosfellsbær                 |
| IS-MUL | Múlaþing                    |
| IS-MYR | Mýrdalur                    |
| IS-NOR | Norðurþing                  |
| IS-SOL | Ölfus                       |
| IS-RGE | Rangárþing eystra           |
| IS-RGY | Rangárþing ytra             |
| IS-RHH | Reykhólar                   |
| IS-RKN | Reykjanesbær                |
| IS-RKV | Reykjavík                   |
| IS-SEL | Seltjarnarnes               |
| IS-SKF | Skaftárhreppur              |
| IS-SKG | Skagabyggð                  |
| IS-SKR | Skagafjörður                |
| IS-SSS | Skagaströnd                 |
| IS-SOG | Skeiða- og Gnúpverjahreppur |
| IS-SKO | Skorradalur                 |
| IS-SNF | Snæfellsbær                 |
| IS-STR | Strandabyggð                |
| IS-STY | Stykkishólmur               |
| IS-SDV | Súðavík                     |
| IS-SDN | Suðurnesjabær               |
| IS-SBT | Svalbarðsströnd             |
| IS-TAL | Tálknafjörður               |
| IS-TJO | Tjörnes                     |
| IS-VEM | Vestmannaeyjar              |
| IS-VER | Vesturbyggð                 |
| IS-SVG | Vogar                       |
| IS-VOP | Vopnafjörður                |
| IS-THG | Þingeyjarsveit              |